# Championnat de Serbie féminin de volley-ball
Le Championnat de Serbie de volley-ball féminin est une compétition de volley-ball organisée par la Fédération serbe de volley-ball (Odbojkaški savez Srbije, OSSRB).

## Historique
Le championnat de Serbie-et-Monténégro a succédé au championnat de Yougoslavie à partir de la saison 1991-1992 pour l'État constitué de la Serbie, du Monténégro et de la Vojvodine (appelé également République fédérale de Yougoslavie jusqu'en 2003). La compétition s'est allégée avec l'indépendance du Monténégro en 2006. La question de l'indépendance du Kosovo en 2008 n'a pas eu d'incidence sur le championnat.

## Palmarès
| Championnat de la république fédérale de Yougoslavie |                          |                          |                          |
| 1992                                                 | Étoile rouge de Belgrade |                          |                          |
| 1993                                                 | Étoile rouge de Belgrade |                          |                          |
| 1994                                                 | Jedinstvo Užice          |                          |                          |
| 1995                                                 | Jedinstvo Užice          |                          |                          |
| 1996                                                 | Jedinstvo Užice          |                          |                          |
| 1997                                                 | Jedinstvo Užice          |                          |                          |
| 1998                                                 | Jedinstvo Užice          |                          |                          |
| 1999                                                 | Jedinstvo Užice          |                          |                          |
| 2000                                                 | Jedinstvo Užice          |                          |                          |
| 2001                                                 | Jedinstvo Užice          |                          |                          |
| 2002                                                 | Étoile rouge de Belgrade |                          |                          |
| 2003                                                 | Étoile rouge de Belgrade | Jedinstvo Užice          | Postar 064 Belgrade      |
| Championnat de Serbie-et-Monténégro                  |                          |                          |                          |
| 2004                                                 | Étoile rouge de Belgrade | Jedinstvo Užice          | Kolubara Lazarevac       |
| 2005                                                 | Jedinstvo Užice          | Étoile rouge de Belgrade | Spartak Subotica         |
| 2006                                                 | Postar 064 Belgrade      | Jedinstvo Užice          | Étoile rouge de Belgrade |
| Championnat de Serbie                                |                          |                          |                          |
| 2007                                                 | Postar 064 Belgrade      | Jedinstvo Užice          | Étoile rouge de Belgrade |
| 2008                                                 | Postar 064 Belgrade      | Étoile rouge de Belgrade | Dinamo Pančevo           |
| 2009                                                 | Postar 064 Belgrade      | Étoile rouge de Belgrade | Dinamo Pančevo           |
| 2010                                                 | Étoile rouge de Belgrade | Spartak Subotica         | Tent Obrenovac           |
| 2011                                                 | Étoile rouge de Belgrade | OK Vizura                | Tent Obrenovac           |
| 2012                                                 | Étoile rouge de Belgrade | Spartak Subotica         | OK Vizura                |
| 2013                                                 | Étoile rouge de Belgrade | Spartak Subotica         | OK Vizura                |
| 2014                                                 | OK Partizan Vizura       | Étoile rouge de Belgrade | Tent Obrenovac           |
| 2015                                                 | OK Vizura                | Spartak Subotica         | Étoile rouge de Belgrade |
| 2016                                                 | OK Vizura                | Jedinstvo Stara Pazova   | Tent Obrenovac           |
| 2017                                                 | OK Vizura                | Jedinstvo Stara Pazova   | Tent Obrenovac           |
| 2018                                                 | OK Vizura                | Étoile rouge de Belgrade | Železničar Lajkovac      |
| 2019                                                 | Železničar Lajkovac      | Jedinstvo Stara Pazova   |                          |
| 2020                                                 | Tent Obrenovac           | Jedinstvo Stara Pazova   | ŽOK Ub                   |
| 2021                                                 | ŽOK Ub                   | Tent Obrenovac           |                          |
| 2022                                                 | Étoile rouge de Belgrade | ŽOK Ub                   |                          |
| 2023                                                 | Jedinstvo Stara Pazova   | Železničar Lajkovac      | Étoile rouge de Belgrade |
| 2024                                                 | Jedinstvo Stara Pazova   | Tent Obrenovac           |                          |
| 2025                                                 | Železničar Lajkovac      | ŽOK Ub                   |                          |

## Bilan par club
| Club                   | Titres | Ville        | Année                        |
| ---------------------- | ------ | ------------ | ---------------------------- |
| OK Vizura              | 5      | Belgrade     | 2014, 2015, 2016, 2017, 2018 |
| Étoile rouge           | 5      | Belgrade     | 2010, 2011, 2012, 2013, 2022 |
| Postar 064 Belgrade    | 3      | Belgrade     | 2007, 2008, 2009             |
| Jedinstvo Stara Pazova | 2      | Stara Pazova | 2023, 2024                   |
| ŽOK Železničar         | 2      | Lajkovac     | 2019, 2025                   |
| OK Tent                | 1      | Obrenovac    | 2020                         |
| ŽOK Ub                 | 1      | Ub           | 2021                         |